# Радослав Михайлов (инженер)
Вижте пояснителната страница за други личности с името Радослав Михайлов.
Радослав Михайлов е български строителен инженер.

## Биография
Роден е през 1875 г. в Търново. Завършва Политехническия институт в Мюнхен. Работи като секционен инженер по изграждането на железопътни линии, началник на отделението за постройка на нови жп линии при ГДЖП. От 1902 г. е член на БИАД, председател на групата на строителните инженери (от 1928), член на Върховния съвет и на Колегиалния съд (1923 – 1925) при БИАД. Умира през 1947 г. в София.
Автор е на монографията „Техническо развитие на София през първите 22 години 1878 – 1900. Принос към историята на София“.
През Първата световна война е запасен поручик в жп дружина. За бойни отличия и заслуги във войната е награден с народен орден „За военна заслуга“.
Част от личния му архив се съхранява във фонд 151К в Централен държавен архив. Той се състои от 4 архивни единици.